# Trapezaspis
Trapezaspis is een geslacht van Phasmatodea uit de familie Phasmatidae. De wetenschappelijke naam van dit geslacht is voor het eerst geldig gepubliceerd in 1908 door Redtenbacher.

## Soorten
Het geslacht Trapezaspis omvat de volgende soorten:
- Trapezaspis kaiman Redtenbacher, 1908
- Trapezaspis loricatus Redtenbacher, 1908
- Trapezaspis pinoruminsulae Delfosse, 2013